# Dolomiaea
Dolomiaea  DC., 1833 è un genere di piante erbacee angiosperme dicotiledoni  della famiglia delle Asteraceae.

## Descrizione
L'aspetto di queste piante è erbaceo lievemente cespuglioso con piccole dimensioni. Sono prive di spine e spesso hanno un portamento acaulescente. La forma biologica della maggior parte delle specie è emicriptofita rosulata (H ros); ossia sono piante perenni, con gemme svernanti al livello del suolo e protette dalla lettiera o dalla neve e con le foglie disposte a formare una rosetta basale.
Le foglie sono basali e formano una rosetta. Le forme variano da ovate a lanceolate; la pagina inferiore è pubescente (lanosa o tomentosa), quella superiore è verde.
La infiorescenza è formata da un unico capolino subscaposo. La struttura del capolino è quella tipica delle Asteraceae: un breve peduncolo sorregge un involucro piriforme-cilindrico o fusiforme o ovoidale-oblungo o campanulato, composto da diverse brattee (o squame) inermi (senza appendice apicale spinosa), disposte su più serie in modo embricato che fanno da protezione al ricettacolo più o meno piano (o convesso), provvisto più o meno di pagliette, sul quale s'inseriscono i fiori tubulosi. Le squame hanno forme diverse (lanceolate o lineari o ovali) e sullo stesso capolino possono essere di dimensioni diverse; i margini sono interi o dentati con apici ottusi o acuti; il portamento può essere appressato oppure no.
I fiori sono tutti del tipo tubuloso (il tipo ligulato, i fiori del raggio, presente nella maggioranza delle Asteraceae, qui è assente), sono ermafroditi, attinoformi, tetra-ciclici (con quattro verticilli: calice – corolla – androceo – gineceo) e pentameri (ossia sia il calice che la corolla sono composti da cinque elementi).
- Formula fiorale:

- /x K {\displaystyle \infty }, [C (5), A (5)], G 2 (infero), achenio

- Calice: i sepali del calice sono ridotti ad una coroncina di squame.
- Corolla: la corolla ha una forma cilindrica regolare (tubolare) ma sottile terminante improvvisamente con 5 lobi; il colore varia da porpora a rosa, raramente è bianco.
- Androceo: gli stami sono 5 con filamenti liberi e glabri; le antere sono saldate fra di loro e formano un manicotto circondante lo stilo. Le appendici delle antere sono lanceolate.
- Gineceo: l'ovario è infero e uniloculare formato da 2 carpelli; lo stilo è unico con uno stimma terminale lungamente bifido e glabro (è presente solamente un anello di peli sotto la ramificazione dello stilo). La superficie stigmatica è localizzata nella parte interna dello stilo.[8]

I frutti sono degli acheni a forma tetrangolare, allungati e stretti (obconici); longitudinalmente sono presenti sia delle coste che dei solchi. La superficie può essere ghiandolosa, liscia o ruvida. All'apice del frutto è presente un nettario e un piccolo anello dentato. Il pappo si compone di un ciuffo di peli bi-seriati: i peli esterni sono persistenti e denticolati, quelli interni più grandi sono più piumosi, caduchi e connati alla base.

## Biologia
- Impollinazione: l'impollinazione avviene tramite insetti (impollinazione entomogama).
- Riproduzione: la fecondazione avviene fondamentalmente tramite l'impollinazione dei fiori (vedi sopra).
- Dispersione: i semi cadendo a terra (dopo essere stati trasportati per alcuni metri dal vento per merito del pappo – disseminazione anemocora) sono successivamente dispersi soprattutto da insetti tipo formiche (disseminazione mirmecoria).

## Distribuzione e habitat
La maggior parte delle specie di questo genere si trova nella parte centrale dell'Asia (dal Pakistan alla Cina sud-centrale).

## Tassonomia
La famiglia di appartenenza di questa voce (Asteraceae o Compositae, nomen conservandum) probabilmente originaria del Sud America, è la più numerosa del mondo vegetale, comprende oltre 23.000 specie distribuite su 1.535 generi, oppure 22.750 specie e 1.530 generi secondo altre fonti (una delle checklist più aggiornata elenca fino a 1.679 generi). La famiglia attualmente (2021) è divisa in 16 sottofamiglie.
La tribù Cardueae (della sottofamiglia Carduoideae) a sua volta è suddivisa in 12 sottotribù (la sottotribù Saussureinae è una di queste).

### Filogenesi
Le specie di questo genere in precedenti trattamenti erano descritte all'interno del gruppo informale (provvisorio da un punto di vista tassonomico) "Jurinea-Saussurea Group". In questo gruppo erano descritti principalmente quattro generi: Dolomiaea, Jurinea, Polytaxis e Saussurea. In seguito ad ulteriori ricerche e analisi di tipo filogenetico, allorquando il gruppo ha acquisito la sua denominazione definitiva di sottotribù, si sono aggiunti altri nuovi generi.
Nell'ambito della sottotribù questo genere occupa una posizione "basale" (è stato il primo a divergere) ed con i generi Frolovia (DC.) Lipsch. e Aucklandia Falc.  formano un "gruppo fratello".

### Elenco delle specie
Le specie assegnate a questo genere sono 16:
- Dolomiaea baltalensis Dar & Naqshi
- Dolomiaea berardioidea  (Franch.) C.Shih
- Dolomiaea calophylla  Y.Ling
- Dolomiaea costus (Falc.) Kasana & A.K.Pandey (syn. Saussurea costus (Falc.) Lipsch., syn. Aucklandia costus Falc.)
- Dolomiaea crispo-undulata  (C.C.Chang) Y.Ling
- Dolomiaea edulis  (Franch.) C.Shih
- Dolomiaea forrestii  (Diels) C.Shih
- Dolomiaea georgii  (Anth.) C.Shih
- Dolomiaea lateritia  C.Shih
- Dolomiaea macrocephala  DC. ex Royle
- Dolomiaea platylepis  (Hand.-Mazz.) C.Shih
- Dolomiaea salwinensis  (Hand.-Mazz.) C.Shih
- Dolomiaea scabrida  (Shih & S.Y.Jin) C.Shih
- Dolomiaea souliei  (Franch.) C.Shih
- Dolomiaea taraxacifolia  (J.Anthony) Y.S.Chen & Raab-Straube
- Dolomiaea wardii  (Hand.-Mazz.) Y.Ling